# Blossia laticosta
Blossia laticosta es una especie de arácnido  del orden Solifugae de la familia Daesiidae.

## Distribución geográfica
Se encuentra Israel y en el sur de África.